# Prix de Pardieu
Pour les articles homonymes, voir Pardieu.
Le prix de Pardieu est une course hippique de trot monté se déroulant au mois de janvier sur l'hippodrome de Vincennes.
C'est une course de Groupe II réservée aux 4 ans, hongres exlus, ayant gagné au moins 13 000 €.
Elle se court sur la distance de 2 175 mètres (grande piste), départ volté. L'allocation s'élève à 120 000 €, dont 54 000 € pour le vainqueur.
De 2010 à 2021, le Prix de Pardieu était réservé aux femelles. Son équivalent pour les mâles était le Prix Camille de Wazières ayant lieu le lendemain. En 2022, le calendrier est profondément remanié, les deux épreuves redeviennent mixtes et le Prix Camille de Wazières est déplacé début septembre.
L'épreuve est créée en février 1948 et prend la place dans le calendrier du Prix des Charentes, un peu moins bien doté. Comme pour quelques autres semi-classiques créés à cette époque, la Société d'encouragement à l'élevage du cheval français honore l'un de ses membres, le comte René de Pardieu, directeur général des Haras nationaux, mort en octobre 1935, à l'âge de 80 ans.

## Palmarès depuis 1972
| Année | Vainqueur          | Père               | Jockey                    | Entraîneur              | Réd.km |
| ----- | ------------------ | ------------------ | ------------------------- | ----------------------- | ------ |
| 2025  | Lovissime          | Love You           | Guillaume Martin          | Philippe Allaire        | 1'12"1 |
| 2024  | Kyrielle des Vaux  | Rolling d'Héripré  | Guillaume Lenain          | Charley Mottier         | 1'12"6 |
| 2023  | Jubilé Prior       | Prince de Montfort | Aurélien Desmarres        | Jean-Michel Bazire      | 1'12"7 |
| 2022  | Idéale du Chêne    | Bird Parker        | Paul-Philippe Ploquin     | Julien Le Mer           | 1'12"3 |
| 2021  | Hallix             | Roc Meslois        | Éric Raffin               | Guillaume Gillot        | 1'11"9 |
| 2020  | Girly Béco         | Tiégo d'Étang      | Guillaume Martin          | Maxime Bézier           | 1'12"7 |
| 2019  | Ferreteria         | Goetmals Wood      | Matthieu Abrivard         | Yves Boireau            | 1'12"6 |
| 2018  | Exotica de Retz    | Prodigious         | Delphine Beaufils-Ernault | Sébastien Ernault       | 1'12"8 |
| 2017  | Durzie             | Jag de Bellouet    | Alexandre Abrivard        | Laurent-Claude Abrivard | 1'13"4 |
| 2016  | Clara du Pontseuil | Mich Phili         | Anthony Barrier           | Patrice Lebouteiller    | 1'12"8 |
| 2015  | Beauty Turgot      | Hand du Vivier     | Anthony Barrier           | Fabrice Souloy          | 1'13"2 |
| 2014  | À Nous Deux        | Goetmals Wood      | Nathalie Henry            | Ronny Kuiper            | 1'13"1 |
| 2013  | Vision Intense     | Prodigious         | Nathalie Henry            | Philippe Moulin         | 1'12"7 |
| 2012  | Unshine Aimef      | Kiwi               | Matthieu Abrivard         | Alexandre Buisson       | 1'13"7 |
| 2011  | Talina Madrik      | Korean             | Damien Bonne              | Sébastien Guarato       | 1'12"9 |
| 2010  | Surabaya Jiel      | Goetmals Wood      | Matthieu Abrivard         | Jean-Luc Dersoir        | 1'12"7 |
| 2009  | Rocket du Closet   | Look de Star       | Maxime Bézier             | Sébastien Guarato       | 1'14"1 |
| 2008  | Quinta des Lucas   | Cygnus d'Odyssée   | Romain-Christian Larue    | Bruno Marie             | 1'16"3 |
| 2007  | Princess Foot      | Arnaqueur          | Thibault Viet             | Patrick Hawas           | 1'13"2 |
| 2006  | Orélie de Retz     | First de Retz      | Éric Raffin               | Luc Roelens             | 1'14"9 |
| 2005  | Nobilis Jiel       | Gai Brillant       | Philippe Masschaele       | Jean-Luc Dersoir        | 1'15"6 |
| 2004  | Mon Jeu Diam       | Big Prestige       | Matthieu Abrivard         | Patrick Thibout         | 1'16"1 |
| 2003  | Latinus            | Dahir de Prélong   | Jean-Loïc-Claude Dersoir  | Joël Hallais            | 1'17"5 |
| 2002  | Keno des Fontaines | Super Mâle         | Martial Viel              | André-Henri Viel        | 1'16"7 |
| 2001  | Jairo des Veys     | Allegro            | Pierre-Yves Verva         | Joachim Marteau         | 1'15"7 |
| 2000  | Island Dream       | Coktail Jet        | Jean-Michel Bazire        | Jean-Pierre Dubois      | 1'17"6 |
| 1999  | Holly du Locton    | Viking's Way       | Jean-Paul Piton           | Philippe Allaire        | 1'16"7 |
| 1998  | Gai Brillant       | Podosis            | Jean-Philippe Mary        | Philippe Allaire        | 1'18"7 |
| 1997  | Figaro Ci          | Turquetil          | Jean-Marie Monclin        | Paul Viel               | 1'18"2 |
| 1996  | Écu de Sucé        | Or du Loir         | Jean-Michel Bazire        | Henri Martin            | 1'17"7 |
| 1995  | Dingue de Moi      | Paso Fino          | Jean-Marie Monclin        | Jean-Claude Morin       | 1'19"6 |
| 1994  | Careen River       | Minou du Donjon    | Jean-Philippe Mary        | Philippe Allaire        | 1'17"8 |
| 1993  | Boy du Pré         | Podosis            | Jean-Philippe Mary        | Philippe Allaire        | 1'17"3 |
| 1992  | Athos du Houlbet   | Marco Bonheur      | Jean-Marie Monclin        | Paul Viel               | 1'20"2 |
| 1991  | Viking de Crépon   | Tony M             | Pascal-André Geslin       | Laurent Leduc           | 1'19"7 |
| 1990  | Ursulo de Crouay   | Mivus              | Philippe Gillot           | Joël Hallais            | 1'18"8 |
| 1989  | Tristan d'Essarts  | Jiosco             | Alain Laurent             | Stig Engberg            | 1'19"7 |
| 1988  | Speed Clayettois   | Joachim            | Yves Dreux                | Ali Hawas               | 1'19"1 |
| 1987  | Reine du Corta     | Ura                | Michel Lenoir             | Alain Roussel           | 1'21"  |
| 1986  | Quavolta           | Vasco              | Yves Dreux                | Jean-Pierre Blot        | 1'21"7 |
| 1985  | Perrin Dandin      | Grape Fruit        | Bernard Oger              | Léopold Verroken        | 1'20"2 |
| 1984  | Odin de la Vente   | Beau Ludois L      | Michel Lenoir             | Michel Roussel          | 1'20"6 |
| 1983  | Narcus             | Tony M             | Jacques-Maurice Riaud     | Ali Hawas               | 1'19"8 |
| 1982  | Mabrouka           | Balfour            | Yves Dreux                | Ali Hawas               | 1'19"6 |
| 1981  | L'Atout            | Nouvel Atout II    | Jacques-Maurice Riaud     | Rene Sala               | 1'21"3 |
| 1980  | Kagino             | Quérido II         | Pascal Békaert            | Mme Georges Dreux       | 1'20"3 |
| 1979  | Jais Noir          | Aigle Noir         | Philippe Gillot           | Roger Ledoyen           | 1'21"6 |
| 1978  | Ipsilon            | Umbre d'Or         | Jean Mary                 | Louis Boulard           | 1'21"6 |
| 1977  | Hôtesse Royale     | Luiz II            | Gilles Baudron            |                         |        |
| 1976  | Gazon              | Quasipyl           | Gérard Mascle             |                         | 1'20"5 |
| 1975  | Franc Quito        | Quito              | Gérard Mascle             |                         | 1'20"4 |
| 1974  | Elpénor            | Quioco             | Jean Mary                 |                         | 1'20"7 |
| 1973  | Diamant P          | Quatt Cent Trois   | Alain Laurent             |                         | 1'22"1 |
| 1972  | Cette Histoire     | Kerjacques         | Gérard Mascle             |                         | 1'12"  |